# Món perdut
El món perdut és un gènere literari fantàstic on es narra el descobriment d'un món suposadament real aïllat de la civilització ordinària i que per tant té característiques pròpies.
Algunes obres claus del gènere són Viatge al centre de la Terra de Jules Verne i Les mines del rei Salomó de Henry Rider Haggard. El cinema ha adaptat el gènere a la pantalla gran, usualment primant els elements d'aventura.

## Característiques

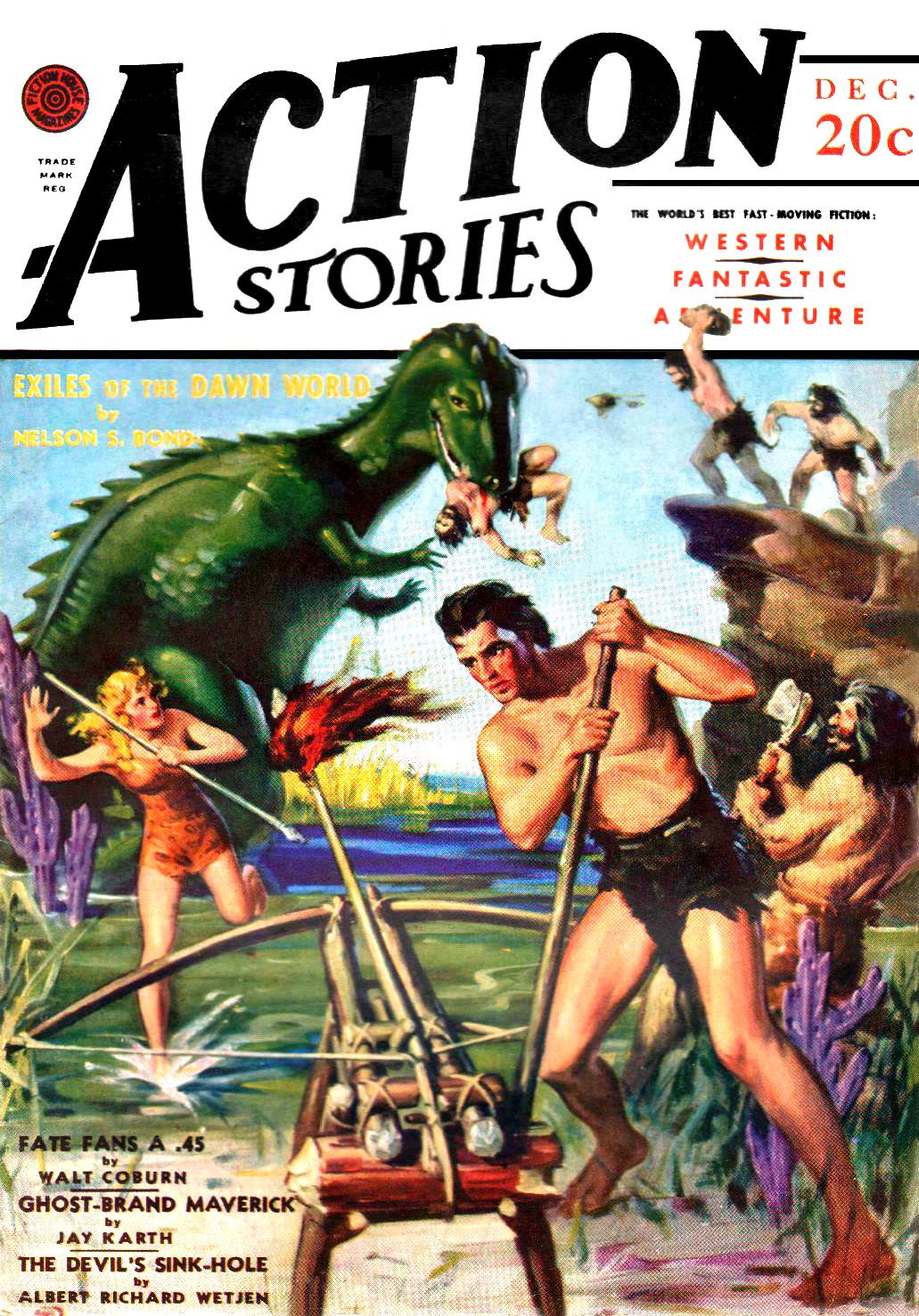

El gènere del món perdut va iniciar-se com a tal amb la literatura del segle XIX, quan l'auge del romanticisme va popularitzar l'exotisme en l'espai, amb els grans viatges i els descobriments arqueològics, i també en el temps, amb la tornada a l'edat mitjana i el redescobriment de civilitzacions donades per perdudes o bé considerades inferiors fins aleshores. Ambdós es combinen en el món perdut, que està físicament fora de les coordenades geogràfiques usuals (per això pot estar en una illa o en un indret de difícil accés) i al mateix temps pot haver conservat trets del passat en no haver seguit el progrés de la civilització de la resta de l'entorn. El gènere continua vigent als segles XX i XXI, amb adaptacions de l'interès que responen als canvis culturals de cada moment (per exemple en la classe de monstres o d'humans que apareixen en aquests mons).
Inclou elements de la novel·la d'aventures, tant en el seu descobriment com en les peripècies que sorgeixen del contrast entre el mode de vida dels exploradors i els habitants nadius d'aquest món perdut però també barreja trets de la ucronia i la fantasia, ja que en aquests mons poden aparèixer criatures no habituals i éssers que controlen la màgia. Tal com el seu predecessor històric, el gènere del viatge imaginari, pot incloure elements de crítica social, que sorgeixen pel contrast entre la manera de funcionar en el món perdut i el real dels lectors.
Si bé un món perdut pot ser qualsevol que hagi romàs al marge de la civilització occidental o la història contemporània, la tradició ha agrupat els viatges d'exploració de mons perduts en tres grans tipus. El primer seria aquell on el món perdut s'ubica sota terra, seguint la teoria intraterrestre segons la qual el nucli del planeta seria habitable o conduiria a altres zones no explorades. Un segon àmbit inclou tots aquells espais que han estat inexplorats però que estan dins els continents o oceans coneguts. Aquests poden variar segons l'exploració al món real del moment. Així s'explica que les primeres novel·les s'ubiquessin a l'Àfrica i després hagin preferit illes remotes o bé l'Antàrtida. El viatge espacial que descobreix planetes amb antigues civilitzacions, un subgènere de la ciència-ficció, és un descendent directe d'aquest subtipus. Per acabar estan totes aquelles narratives que es refereixen a continents perduts o terres mítiques, com ara l'Atlàntida, que es redescobreixen ficcionalment en èpoques modernes.